# Escherichia
Escherichia este un gen de bacterii Gram-negative nesporulate, facultativ anaerobe, în formă de bastonașe (bacili), din familia Enterobacteriaceae. Speciile de Escherichia care aparțin florei normale din tractul gastrointestinal al animalelor cu sânge cald furnizează o parte din vitamina K de origine microbiană gazdei. Totuși, câteva specii din genul Escherichia sunt patogene. Denumirea genului a fost oferită după Theodor Escherich, descoperitorul speciei Escherichia coli.

## Caracteristici
Caracteristica speciilor de a fi aerob facultative indică o creștere în mediu aerob, cât și anaerob, și o temperatură optimă de 37 °C. Sunt specii de obicei mobile, prin flageli, biosintetizează gaze din carbohidrați fermentabili și nu decarboxilează lizina sau hidrolizează arginina. Speciile includ E. albertii, E. fergusonii, E. hermannii, E. ruysiae, E. marmotae și, mai ales, organismul model și foarte important din punct de vedere clinic, E. coli. În trecut, Shimwellia blattae și Pseudescherichia vulneris erau clasificate în acest gen.